# Vidby
 (septembre 2023).
vidby AG (stylisé en minuscules) est une start-up basée à Rotkreuz, en Suisse, qui se spécialise dans la traduction linguistique assistée par ordinateur pour les vidéos. Fondée par Alexander Konovalov (uk) et Eugen von Rubinberg en septembre 2021, l'entreprise a notamment attiré l'attention pour son utilisation dans la traduction des discours du président Volodymyr Zelensky lors du conflit militaire en cours en Ukraine,,,.

## Histoire
La société vidby AG a été fondée par Alexander Konovalov et Eugen von Rubinberg. Konovalov est originaire d'Ukraine et conserve la nationalité ukrainienne ; Rubinberg est arrivé en Suisse en provenance d'Allemagne et possède la nationalité allemande. Tous deux résident en Suisse. Ce dernier a créé sa première entreprise, une société commerciale, à l'âge de 16 ans.
En 2013, les partenaires commerciaux ont lancé un service de traduction d'appels vidéo destiné au grand public, appelé DROTR (Droid Translator) AG, qui utilise une technologie de traduction linguistique alimentée par l'IA, créée par Konovalov, permettant la traduction simultanée de messages, d'appels vocaux et vidéo dans 104 langues (à l'écrit), dont 44 à l'oral,. Il s'agit de la première application d'appel vidéo avec traduction au monde,. Forbes a qualifié cette technologie de concurrent de Skype et Viber et lui a décerné le premier prix du concours Innovative Breakthrough 2013.
En 2021, avec une nouvelle orientation commerciale, DROTR est devenu vidby. Les anciens partenaires technologiques de Google, Konovalov et Rubinberg, restant à la tête de l'entreprise, chacun avec le titre de codirecteur général. Bien que le siège social soit en Suisse, l'équipe de développement de vidby est, selon les fondateurs de l'entreprise, basée en Ukraine. La technologie sur laquelle repose vidby a un niveau de précision qui, selon les sources, atteint 99 % ou 99 à 100 %, ce qui équivaut au niveau le plus élevé de la traduction humaine,. En outre, elle est capable de supprimer la parole dans la langue d'origine tout en conservant les sons ambiants. 70 langues et 60 dialectes peuvent être traduits à l'aide de cette technologie basée sur des algorithmes.

## Utilisation notable
Outre son utilisation pour les discours prononcés par le pape François, la technologie a été mise à la disposition des autorités ukrainiennes et des ambassades pendant le conflit militaire en cours avec la Russie, sans aucune rémunération. En juillet 2022, quelque 70 discours du président Zelensky, d'une durée totale de 650 minutes, avaient été traduits en 30 langues, pour un total de plus de 10 000 minutes de matériel vidéo. Konovalov a déclaré à propos de son utilisation pour la traduction des discours de guerre de Zelenskyy : "Comme tout citoyen, je veux contribuer à la défense de mon pays.".
Samsung, Siemens, Cisco, Kärcher, Generali et McDonald's Corporation l'utilisent ; l'université Harvard est un client universitaire,,.
Le statut de partenaire technologique de Google Cloud de vidby a été confirmé officiellement après un audit de six mois en décembre 2022.
Après le lancement des chaînes YouTube multilingues, vidby a commencé à traduire et à doubler en IA les vidéos des créateurs pour ce nouveau type de chaîne à la fin du mois de février 2023[réf. souhaitée].

## Récompenses
vidby a figuré en tête de la liste des cinq meilleurs services de traduction de vidéos établie par TechRadar Deutschland en septembre 2022. Le même mois, Tech Times a nommé vidby numéro 1 dans sa liste des cinq meilleurs services de ce type. vidby est également arrivé en tête d'une liste des cinq meilleures technologies de traduction de contenu établie par European Business Review en octobre 2022. Avant ces classements (août 2022), vidby a fait l'objet d'une recommandation spéciale de Business Insider pour une start-up (en allemand : "Unser Lesetipp auf Gründerszene").
En 2023, YouTube a reconnu vidby comme son fournisseur recommandé.